# Srećko Nedeljković
Srećko Nedeljković, cyr. Срећко Недељковић (ur. 4 grudnia 1923 w Dragačevie, zm. 2 stycznia 2011 w Belgradzie) – serbski szachista i trener szachowy, mistrz międzynarodowy od 1951 r., z zawodu lekarz.

## Życiorys
Grę w szachy poznał w wieku 13 lat, a jego pierwszym nauczycielem był starszy brat. Po II wojnie światowej przeprowadził się do Belgradu, w 1946 r. odnosząc pierwszy szachowy sukces, w postaci II miejsca w mistrzostwach Jugosłowiańskiej Armii Ludowej. Tytuł mistrza otrzymał za wyniku uzyskane w finałach indywidualnych mistrzostw Jugosławii w latach 1949 i 1950, natomiast tytuł mistrza międzynarodowego Międzynarodowa Federacja Szachowa przyznała mu za zwycięstwo w międzynarodowym turnieju w Belgradzie w 1951 roku. W 1952 r. zajął II m. (za Arthurem Bisguierem) w Wiedniu. W tym okresie należał już do ścisłej krajowej czołówki, reprezentując barwy Jugosławii w wielu meczach międzypaństwowych. W 1957 r. zajął VI m. w finale mistrzostw kraju i wystąpił w rozegranych w Wiedniu drużynowych mistrzostwach Europy, zdobywając srebrny medal. W 1959 r. podzielił II m. (za Borislavem Ivkovem, wspólnie z Nikołą Karaklajiciem i Savą Vukoviciem) w Belgradzie, natomiast w 1961 r. po raz drugi w karierze wystąpił w Oberhausen w drużynowych mistrzostwach Europy, ponownie zdobywając srebrny medal. W tym okresie zakończył karierę szachową, poświęcając się pracy zawodowej.
Według retrospektywnego systemu Chessmetrics, najwyżej sklasyfikowany był we wrześniu 1957 r., zajmował wówczas 55. miejsce na świecie.
Z reprezentacją Jugosławii związany był przez 30 lat jako zawodnik, trener oraz kapitan. Trenowani przez niego zawodnicy jugosłowiańscy zdobyli w 1950 r. w Dubrowniku złote medale olimpijskie. Pełnił funkcje kapitana narodowej drużyny podczas olimpiad w Moskwie (1956), Hawanie (1966) i Buenos Aires (1978), jak również drużynowych mistrzostw Europy w Skarze (1980).
W 1947 r. był założycielem klubu szachowego "Crvena Zvezda" w Belgradzie, którego członkiem był przez całe życie.
Rodzina Srećko Nedeljkovicia jest znana ze swoich szachowych dokonań. Żona, Verica Nedeljković (z domu Jovanović), od połowy lat 50. do końca 60. XX wieku klasyfikowana była w pierwszej dziesiątce na świecie, m.in. pięciokrotnie uczestnicząc w turniejach pretendentek. Była również dwukrotną olimpijką oraz sześciokrotną mistrzynią Jugosławii. Za swoje osiągnięcia w 1977 r. otrzymała honorowy tytuł arcymistrzyni. Dwaj synowie, jak również wnuk, osiągnęli poziom kandydatów na mistrzów krajowych.
Srećko Nedeljković notował również znaczące osiągnięcia w pracy zawodowej. W 1952 r. otrzymał dyplom lekarza. Przez kolejne lata pracował jako asystent na Uniwersytecie Belgradzkim, w 1959 r. otrzymując tytuł profesora. Przez trzydzieści lat (1959–1989) zarządzał Instytutem Chorób Układu Krążenia, którego był jednym z założycieli. Współpracował m.in. ze światowej sławy kardiochirurgiem Michaelem de Bakeyem. Spuścizna Srećko Nedeljkovicia obejmuje 8 książek, 212 artykułów naukowych oraz 136 innych dokumentów, związanych z tematyką lekarską.